# Davisov pokal 2006
Davisov pokal 2006 je bil petindevetdeseti teniški turnir Davisov pokal.

## Izidi

### Svetovna skupina
| Sodelujoče reprezentance | Sodelujoče reprezentance | Sodelujoče reprezentance | Sodelujoče reprezentance |
| Argentina                | Avstralija               | Avstrija                 | Belorusija               |
| Čile                     | Hrvaška                  | Francija                 | Nemčija                  |
| Nizozemska               | Romunija                 | Rusija                   | Slovaška                 |
| Španija                  | Švedska                  | Švica                    | 30                       |
| ------------------------ | ------------------------ | ------------------------ | ------------------------ |

|  | Prvi krog 10.-12. februar          | Prvi krog 10.-12. februar         | Prvi krog 10.-12. februar |                           |            | Četrtfinale 7.-9. april | Četrtfinale 7.-9. april         | Četrtfinale 7.-9. april |   |   | Polfinale 22.-24. september | Polfinale 22.-24. september | Polfinale 22.-24. september |   |  | Finale 1.-3. december | Finale 1.-3. december | Finale 1.-3. december |
|  |                                    |                                   |                           |                           |            |                         |                                 |                         |   |   |                             |                             |                             |   |  |                       |                       |                       |
|  | Gradec, Avstrija (dvorana pesek)   |                                   |                           |                           |            |                         |                                 |                         |   |   |                             |                             |                             |   |  |                       |                       |                       |
|  | S                                  | Hrvaška                           | 3                         |                           |            |                         |                                 |                         |   |   |                             |                             |                             |   |  |                       |                       |                       |
|  | S                                  | Hrvaška                           | 3                         | Zagreb, Hrvaška (dvorana) |            |                         |                                 |                         |   |   |                             |                             |                             |   |  |                       |                       |                       |
|  |                                    | Avstrija                          | 2                         |                           |            |                         |                                 |                         |   |   |                             |                             |                             |   |  |                       |                       |                       |
|  |                                    | Avstrija                          | 2                         | S                         | Hrvaška    | 2                       |                                 |                         |   |   |                             |                             |                             |   |  |                       |                       |                       |
|  | Buenos Aires, Argentina (pesek)    |                                   |                           | S                         | Hrvaška    | 2                       |                                 |                         |   |   |                             |                             |                             |   |  |                       |                       |                       |
|  |                                    | S                                 | Argentina                 | 3                         |            |                         |                                 |                         |   |   |                             |                             |                             |   |  |                       |                       |                       |
|  | S                                  | S                                 | Argentina                 | 3                         | Argentina  | 5                       |                                 |                         |   |   |                             |                             |                             |   |  |                       |                       |                       |
|  | S                                  |                                   |                           |                           | Argentina  | 5                       | Buenos Aires, Argentina (pesek) |                         |   |   |                             |                             |                             |   |  |                       |                       |                       |
|  |                                    | Švedska                           | 0                         |                           |            |                         |                                 |                         |   |   |                             |                             |                             |   |  |                       |                       |                       |
|  |                                    |                                   |                           |                           |            |                         | S                               | Argentina               | 5 |   |                             |                             |                             |   |  |                       |                       |                       |
|  | Minsk, Belorusija (dvorana)        |                                   |                           |                           |            |                         | S                               | Argentina               | 5 |   |                             |                             |                             |   |  |                       |                       |                       |
|  |                                    | S                                 | Avstralija                | 0                         |            |                         |                                 |                         |   |   |                             |                             |                             |   |  |                       |                       |                       |
|  | S                                  | S                                 | Avstralija                | 0                         | Španija    | 1                       |                                 |                         |   |   |                             |                             |                             |   |  |                       |                       |                       |
|  | S                                  | Melbourne, Avstralija (trda pod.) |                           |                           | Španija    | 1                       |                                 |                         |   |   |                             |                             |                             |   |  |                       |                       |                       |
|  |                                    | Belorusija                        | 4                         |                           |            |                         |                                 |                         |   |   |                             |                             |                             |   |  |                       |                       |                       |
|  |                                    | Belorusija                        | 4                         |                           | Belorusija | 0                       |                                 |                         |   |   |                             |                             |                             |   |  |                       |                       |                       |
|  | Ženeva, Švica (dvorana pesek)      |                                   |                           |                           | Belorusija | 0                       |                                 |                         |   |   |                             |                             |                             |   |  |                       |                       |                       |
|  |                                    | S                                 | Avstralija                | 5                         |            |                         |                                 |                         |   |   |                             |                             |                             |   |  |                       |                       |                       |
|  | S                                  | S                                 | Avstralija                | 5                         | Avstralija | 3                       |                                 |                         |   |   |                             |                             |                             |   |  |                       |                       |                       |
|  | S                                  |                                   |                           |                           | Avstralija | 3                       |                                 |                         |   |   |                             | Moskva, Rusija (dvorana)    |                             |   |  |                       |                       |                       |
|  |                                    | Švica                             | 2                         |                           |            |                         |                                 |                         |   |   |                             |                             |                             |   |  |                       |                       |                       |
|  |                                    |                                   |                           |                           |            |                         |                                 |                         |   |   |                             | S                           | Argentina                   | 2 |  |                       |                       |                       |
|  | Halle, Nemčija (dvorana trda pod.) |                                   |                           |                           |            |                         |                                 |                         |   |   |                             | S                           | Argentina                   | 2 |  |                       |                       |                       |
|  |                                    | S                                 | Rusija                    | 3                         |            |                         |                                 |                         |   |   |                             |                             |                             |   |  |                       |                       |                       |
|  |                                    | S                                 | Rusija                    | 3                         | Nemčija    | 2                       |                                 |                         |   |   |                             |                             |                             |   |  |                       |                       |                       |
|  |                                    | Pau, Francija (dvorana)           |                           |                           | Nemčija    | 2                       |                                 |                         |   |   |                             |                             |                             |   |  |                       |                       |                       |
|  | S                                  | Francija                          | 3                         |                           |            |                         |                                 |                         |   |   |                             |                             |                             |   |  |                       |                       |                       |
|  | S                                  | Francija                          | 3                         |                           | S          | Francija                | 1                               |                         |   |   |                             |                             |                             |   |  |                       |                       |                       |
|  | Amsterdam, Nizozemska (dvorana)    |                                   |                           |                           | S          | Francija                | 1                               |                         |   |   |                             |                             |                             |   |  |                       |                       |                       |
|  |                                    | S                                 | Rusija                    | 4                         |            |                         |                                 |                         |   |   |                             |                             |                             |   |  |                       |                       |                       |
|  |                                    | S                                 | Rusija                    | 4                         | Nizozemska | 0                       |                                 |                         |   |   |                             |                             |                             |   |  |                       |                       |                       |
|  |                                    |                                   |                           |                           | Nizozemska | 0                       | Moskva, Rusija (dvorana pesek)  |                         |   |   |                             |                             |                             |   |  |                       |                       |                       |
|  | S                                  | Rusija                            | 5                         |                           |            |                         |                                 |                         |   |   |                             |                             |                             |   |  |                       |                       |                       |
|  | S                                  | Rusija                            | 5                         |                           |            |                         |                                 |                         |   | S | Rusija                      | 3                           |                             |   |  |                       |                       |                       |
|  | La Jolla, ZDA (trda pod.)          |                                   |                           |                           |            |                         |                                 |                         |   | S | Rusija                      | 3                           |                             |   |  |                       |                       |                       |
|  |                                    | S                                 | ZDA                       | 2                         |            |                         |                                 |                         |   |   |                             |                             |                             |   |  |                       |                       |                       |
|  |                                    | S                                 | ZDA                       | 2                         | Romunija   | 1                       |                                 |                         |   |   |                             |                             |                             |   |  |                       |                       |                       |
|  |                                    | Rancho Mirage, ZDA (trava)        |                           |                           | Romunija   | 1                       |                                 |                         |   |   |                             |                             |                             |   |  |                       |                       |                       |
|  | S                                  | ZDA                               | 4                         |                           |            |                         |                                 |                         |   |   |                             |                             |                             |   |  |                       |                       |                       |
|  | S                                  | ZDA                               | 4                         |                           | S          | ZDA                     | 3                               |                         |   |   |                             |                             |                             |   |  |                       |                       |                       |
|  | Rancagua, Čile (pesek)             |                                   |                           |                           | S          | ZDA                     | 3                               |                         |   |   |                             |                             |                             |   |  |                       |                       |                       |
|  |                                    |                                   | Čile                      | 2                         |            |                         |                                 |                         |   |   |                             |                             |                             |   |  |                       |                       |                       |
|  |                                    | Čile                              | Čile                      | 2                         | 4          |                         |                                 |                         |   |   |                             |                             |                             |   |  |                       |                       |                       |
|  |                                    | Čile                              |                           |                           | 4          |                         |                                 |                         |   |   |                             |                             |                             |   |  |                       |                       |                       |
|  | S                                  | Slovaška                          | 1                         |                           |            |                         |                                 |                         |   |   |                             |                             |                             |   |  |                       |                       |                       |

#### Finale
| Olympic Stadium, Moskva, Rusija 1. december - 3. december, 2006 um. trava (dvorana) |                    |                                                                    |     |     |     |      |   |  |
| \| \| \| \| 1 \| 2 \| 3 \| 4 \| 5 \| \| \| - \| \| ------------------------------------------------------------------ \| --- \| --- \| --- \| ---- \| - \| \| \| 1 \| \| Nikolaj Davidenko Juan Ignacio Chela \| 6 1 \| 6 2 \| 5 7 \| 6 4 \| \| \| \| 2 \| \| Marat Safin David Nalbandian \| 4 6 \| 4 6 \| 4 6 \| \| \| \| \| 3 \| \| Marat Safin / Dimitrij Tursunov Agustín Calleri / David Nalbandian \| 6 2 \| 6 3 \| 6 4 \| \| \| \| \| 4 \| \| Nikolaj Davidenko David Nalbandian \| 2 6 \| 2 6 \| 6 4 \| 4 6 \| \| \| \| 5 \| \| Marat Safin José Acasuso \| 6 3 \| 3 6 \| 6 3 \| 7 65 \| \| \| |                    |                                                                    |     |     |     |      |   |  |
| |                    |                                                                    | 1   | 2   | 3   | 4    | 5 |  |
| 1 | Rusija · Argentina | Nikolaj Davidenko Juan Ignacio Chela                               | 6 1 | 6 2 | 5 7 | 6 4  |   |  |
| 2 | Rusija · Argentina | Marat Safin David Nalbandian                                       | 4 6 | 4 6 | 4 6 |      |   |  |
| 3 | Rusija · Argentina | Marat Safin / Dimitrij Tursunov Agustín Calleri / David Nalbandian | 6 2 | 6 3 | 6 4 |      |   |  |
| 4 | Rusija · Argentina | Nikolaj Davidenko David Nalbandian                                 | 2 6 | 2 6 | 6 4 | 4 6  |   |  |
| 5 | Rusija · Argentina | Marat Safin José Acasuso                                           | 6 3 | 3 6 | 6 3 | 7 65 |   |  |

#### Boj za obstanek
Datum: 22.-24. september
| Prizorišče                               | Zmagovalec | Rezultat | Poraženec           |
| ---------------------------------------- | ---------- | -------- | ------------------- |
| Pörtschach, Avstrija (pesek)             | Avstrija   | 5-0      | Mehika              |
| Düsseldorf, Nemčija (pesek)              | Nemčija    | 4-1      | Tajska              |
| Leiden, Nizozemska (dvorana)             | Češka      | 4-1      | Nizozemska          |
| Bukarešta, Romunija (pesek)              | Romunija   | 4-1      | Južna Koreja        |
| Bratislava, Slovaška (dvorana trda pod.) | Belgija    | 3-2      | Slovaška            |
| Santander, Španija (pesek)               | Španija    | 4-1      | Italija             |
| Belo Horizonte, Brazilija (pesek)        | Švedska    | 3-1      | Brazilija           |
| Ženeva, Švica (dvorana trda pod.)        | Švica      | 4-1      | Srbija in Črna gora |

### Ameriški del

#### Skupina I
| Sodelujoče reprezentance | Sodelujoče reprezentance | Sodelujoče reprezentance |
| Brazilija                | 20                       | Ekvador                  |
| Mehika                   | Peru                     | Venezuela                |
| ------------------------ | ------------------------ | ------------------------ |

#### Skupina II
| Sodelujoče reprezentance | Sodelujoče reprezentance | Sodelujoče reprezentance | Sodelujoče reprezentance |
| Bolivija                 | Kolumbija                | Dominikanska republika   | Gvatemala                |
| Jamajka                  | Nizozemski Antili        | Paragvaj                 | Urugvaj                  |
| ------------------------ | ------------------------ | ------------------------ | ------------------------ |

#### Skupina III
| Sodelujoče reprezentance | Sodelujoče reprezentance | Sodelujoče reprezentance | Sodelujoče reprezentance |
| Bahami                   | Kostarika                | Kuba                     | Salvador                 |
| Haiti                    | Honduras                 | Portoriko                | Trinidad in Tobago       |
| ------------------------ | ------------------------ | ------------------------ | ------------------------ |

#### Skupina IV
| Sodelujoče reprezentance | Sodelujoče reprezentance | Sodelujoče reprezentance |
| Barbados                 | Bermudi                  | Panama                   |
| Sveta Lucija             | Ameriški Deviški otoki   |                          |
| ------------------------ | ------------------------ | ------------------------ |

### Azijski in Oceanijski del

#### Skupina I
| Sodelujoče reprezentance   | Sodelujoče reprezentance | Sodelujoče reprezentance | Sodelujoče reprezentance |
| Ljudska republika Kitajska | Tajvan                   | Indija                   | Japonska                 |
| Južna Koreja               | Pakistan                 | Tajska                   | Uzbekistan               |
| -------------------------- | ------------------------ | ------------------------ | ------------------------ |

#### Skupina II
| Sodelujoče reprezentance | Sodelujoče reprezentance | Sodelujoče reprezentance | Sodelujoče reprezentance |
| Hongkong                 | Indonezija               | Kazahstan                | Kuvajt                   |
| Libanon                  | Malezija                 | Nova Zelandija           | Pacifiška Oceanija       |
| ------------------------ | ------------------------ | ------------------------ | ------------------------ |

#### Skupina III
| Sodelujoče reprezentance | Sodelujoče reprezentance | Sodelujoče reprezentance | Sodelujoče reprezentance |
| Bahrajn                  | Bangladeš                | Iran                     | Filipini                 |
| Saudova Arabija          | Singapur                 | Šrilanka                 | Vietnam                  |
| ------------------------ | ------------------------ | ------------------------ | ------------------------ |

#### Skupina IV
| Sodelujoče reprezentance | Sodelujoče reprezentance | Sodelujoče reprezentance |
| Irak                     | Jordanija                | Mjanmar                  |
| Oman                     | Katar                    | Sirija                   |
| Tadžikistan              | Turkmenistan             | Združeni arabski emirati |
| ------------------------ | ------------------------ | ------------------------ |

### Evropski in Afriški del

#### Skupina I
| Sodelujoče reprezentance | Sodelujoče reprezentance | Sodelujoče reprezentance | Sodelujoče reprezentance |
| Belgija                  | Češka                    | Združeno kraljestvo      | Izrael                   |
| Italija                  | Luksemburg               | Maroko                   | Portugalska              |
| Srbija in Črna gora      | Ukrajina                 |                          |                          |
| ------------------------ | ------------------------ | ------------------------ | ------------------------ |

#### Skupina II
| Sodelujoče reprezentance | Sodelujoče reprezentance | Sodelujoče reprezentance | Sodelujoče reprezentance |
| Alžirija                 | Bolgarija                | Ciper                    | Egipt                    |
| Finska                   | Gruzija                  | Grčija                   | Madžarska                |
| Irska                    | Latvija                  | Severna Makedonija       | Norveška                 |
| Poljska                  | Slovenija                | Južna Afrika             | Zimbabve                 |
| ------------------------ | ------------------------ | ------------------------ | ------------------------ |

#### Skupina III

##### Prizorišče I
| Sodelujoče reprezentance | Sodelujoče reprezentance | Sodelujoče reprezentance | Sodelujoče reprezentance |
| Andora                   | Armenija                 | Bosna in Hercegovina     | Estonija                 |
| Litva                    | Moldavija                | Monako                   | Turčija                  |
| ------------------------ | ------------------------ | ------------------------ | ------------------------ |

##### Prizorišče II
| Sodelujoče reprezentance | Sodelujoče reprezentance | Sodelujoče reprezentance | Sodelujoče reprezentance |
| Bocvana                  | Slonokoščena obala       | Danska                   | Gana                     |
| Namibija                 | Nigerija                 | Ruanda                   | Tunizija                 |
| ------------------------ | ------------------------ | ------------------------ | ------------------------ |

#### Skupina IV
| Sodelujoče reprezentance | Sodelujoče reprezentance | Sodelujoče reprezentance | Sodelujoče reprezentance |
| Azerbajdžan              | Islandija                | Madagaskar               | Malta                    |
| ------------------------ | ------------------------ | ------------------------ | ------------------------ |
| Mavricij                 | San Marino               | Uganda                   | Senegal (umik)           |